# Cusseta (Alabama)
Pour les articles homonymes, voir Cusseta.
Cusseta est une ville du comté de Chambers, en Alabama, aux États-Unis,. Elle est située entre Opelika et Lanett au sud-est du comté.
La ville est incorporée en 1853 puis en 2007. Elle doit son nom à l'ancienne ville creek de Cusseta.
Pat Garrett, célèbre pour avoir abattu Billy the Kid, est né à Cusseta.

## Démographie
| 2010 | - |
| ---- | - |
| 123  | - |

## Source de la traduction
- (en) Cet article est partiellement ou en totalité issu de l’article de Wikipédia en anglais intitulé « Cusseta, Alabama » (voir la liste des auteurs).